# Euagathis mellisoma
Euagathis mellisoma är en stekelart som beskrevs av Van Achterberg 2004. Euagathis mellisoma ingår i släktet Euagathis och familjen bracksteklar. Inga underarter finns listade i Catalogue of Life.